# Amare per finzione
Amare per finzione è un melodramma in due atti con libretto e musica di Pasquale Sogner, andato in scena per la prima volta al Teatro Nuovo di Napoli nella primavera del 1822. Nella prima rappresentazione furono coinvolte alcuni fra i nomi di punta del panorama napoletano dell'epoca, fra cui il buffo Carlo Casaccia, della stirpe secolare dei Casaccia, nel ruolo del Barone, suo figlio Raffaele in quello di Pericco, e Giacinta Canonici, che creerà anche il ruolo del titolo nel La zingara di Donizetti lo stesso anno nel medesimo teatro.

## Trama
Ambientata in un ridente villaggio toscano, l'azione narra dell'amore fra l'ufficiale Federigo e la bella Amalia, ostacolato da una schiera di pittoreschi personaggi fra cui il Conte Spaccamonti, un giramondo, il napoletano Barone Toppa con lo sciocco figlio Pericco e la Baronessa, sua promessa sposa. La ragazza tuttavia riuscirà a mettere tutti nel sacco spacciando Federigo per il proprio fratello e alla fine l'amore trionferà.

## Struttura musicale
- Sinfonia

### Atto I
- N. 1 - Introduzione Ve l'ho detto mille volte (Lorenzo, Olivetta, Giannina, Pericco, Baronessa)
- N. 2 - Cavatina Sperai finor del core (Conte)
- N. 3 - Cavatina Mme vede ne nisciuno? (Barone)
- N. 4 - Duetto Se lungi è l'oggetto (Amalia, Barone)
- N. 5 - Aria A chi stace veleggiamo (Pericco)
- N. 6 - Cavatina A voi torno alfin di nuovo (Federigo)
- N. 7 - Sestetto Che bedo! O cattera! (Barone, Baronessa, Conte, Pericco, Federigo, Amalia)
- N. 8 - Aria Alò priesto... jatevenne (Barone, [Amalia, Baronessa, Conte, Olivetta, Giannina, Lorenzo])
- N. 9 - Finale I Deh lasciatemi signore (Amalia, Conte, Pericco, Barone, Olivetta, Giannina, Baronessa, Federigo, Lorenzo, Coro)

### Atto II
- N. 10 - Terzetto Favorisca / Oh! Mio signore! (Federigo, Barone, Conte)
- N. 11 - Duetto Torn'a coppe, anemo, e core (Barone, Amalia)
- N. 12 - Aria Cortese il Ciel vi diè (Conte)
- N. 13 - Duetto Per quel paterno amplesso (Pericco, Barone)
- N. 14 - Quintetto Già la notte è affatto oscura (Amalia, Federigo, Baronessa, Conte, Barone)
- N. 15 - Aria Car'oggetto, d'un affetto (Federigo)
- N. 16 - Aria finale Veggo spuntar un raggio (Amalia, [Olivetta, Giannina, Conte, Pericco, Barone, Baronessa, Lorenzo, Federigo], Coro)